# Гетьманівський дендропарк
Ге́тьманівський дендропа́рк — парк-пам'ятка садово-паркового мистецтва місцевого значення в Україні. Об'єкт розташований на території Подільського району Одеської області, в селі Гетьманівка.
Площа — 2,4 га. Статус отриманий у 1972 році. Перебуває у віданні Савранської селищної ради.
У парку зростає понад 40 видів деревних порід — тут ростуть цінні породи дерев: ялівець, сосна, ведмежий горіх, каркас, софора, ялина голуба, айлант та інші.